# Maciej Jodko
Maciej Jodko, né le 24 novembre 1982 à Rzeszów, est un snowboardeur polonais actif depuis 2000. 

## Palmarès

### Jeux olympiques
| Édition/Discipline   | Snowboardcross | Half-pipe |
| JO de Vancouver 2010 | 28e            | -         |
| JO de Sotchi 2014    |                |           |